# Kaveh
Kāveh Người thợ rèn (tức Kaveh Ahangar trong tiếng Ba Tư) là một nhân vật trong thần thoại Iran, người đã lãnh đạo cuộc khởi nghĩa của nhân dân chống lại tên bạo chúa ngoại lai là Zahhāk. Câu chuyện của ông được kể lại trong Shāhnāma, thiên sử thi dân tộc của Iran và là tác phẩm của thi sĩ Ferdowsi ở thế kỉ 10.

## Huyền thoại về Kaveh
Theo truyền thống Avesta, Zahhāk, đúng hơn là Azhi Dāhaka, đến từ Babylonia và có lẽ là một con quái vật, không phải người. Ferdowsi xem hắn là một tên bạo chúa đầy tội lỗi người Ả Rập.
Kaveh là vị anh hùng lừng danh nhất trong thần thoại Ba Tư, về việc kháng chiến chống bạo chúa ngoại lai ở Iran. Sau khi 18 người con mình bị Zahhāk cho rắn độc cắn chết, ông lãnh đạo nhân dân khởi nghĩa chống bạo chúa.
Kaveh là một anh hùng dân tộc của người Ba Tư trong thần thoại Ba Tư.